# Escut de la Font d'en Carròs
L'escut de la Font d'en Carròs és un símbol representatiu oficial del municipi valencià de la Font d'en Carròs, a la comarca de la Safor. El seu blasonament oficial és el següent:
| « | Escut quadrilong de punta redona. Truncat. Primer d'atzur, una font d'argent. Segon, quarterat en creu, les armes de Carròs: primer i quart, ple d'or; segon i tercer, d’or, tres faixes de gules. Per timbre, corona reial oberta, segons l’ús del Regne de València. | » |

## Història
L'escut fou aprovat mitjançant Resolució de 16 de setembre de 2021, de la Presidència de la Generalitat, publicada en el DOGV núm. 9.181, de 24 de setembre de 2021.
Es tracta d'un nou escut, més fidel a la història del poble que l'anterior. Està basat en un estudi heràldic de l'historiador Abel Soler. S'ha substituït la corona reial tancada per una oberta, que es correspon amb la corona d'Aragó. La font com a senyal parlant, és el símbol del poble. A la part inferior es reprodueixen les armories dels Carròs, antics senyors fundadors de la població. S'ha eliminat la resta de simbologia per no correspondre's amb la història del poble.

Escut vigent entre 1978 i 2021.

Anteriorment, entre 1978 i 2012, l'Ajuntament va utilitzar un escut amb el següent blasonament:
| « | Quarterat. Al primer, d'or quatre pals de gules. Al segon, de gules, un cérvol d'or passant. Al tercer, de gules, una font de tres tasses d'or maçonada de sable. Al quart, d'or, un lleó rampant de gules. Al timbre, corona reial tancada. | » |

Aquest escut fou aprovat per Reial Decret 2636/1978 de 14 d'octubre de 1978, publicat al BOE núm. 267 de 8 de novembre de 1978. L'informe de la Reial Acadèmia de la Història, redactat per l'acadèmic Dalmiro de la Válgoma i favorable al projecte presentat per l'Ajuntament de la Font d'en Carròs, va ser aprovat en junta el 21 d'octubre de 1977.